# Рейнхольдт-Кристенсен, Маи-Брит
Ма́и-Брит Ре́йнхольдт-Кри́стенсен (дат. Mai-Brit Rejnholdt-Christensen, урожд. Ма́и-Брит Ре́йнхольдт, дат. Mai-Brit Rejnholdt) — датская кёрлингистка.
В составе женской сборной Дании участник двух чемпионатов мира (лучший результат — пятое место в 1984) и трёх чемпионатов Европы (лучший результат — бронзовые призёры в 1986). Двукратная чемпионка Дании среди женщин.
Играла на позициях четвёртого, третьего и второго, в 1985—1987 была скипом команды.

## Достижения
- Чемпионат Европы по кёрлингу: бронза (1986).
- Чемпионат Дании по кёрлингу среди женщин: золото (1983, 1984).

## Команды
| Сезон   | Четвёртый                      | Третий              | Второй                         | Первый      | Турниры                                          |
| ------- | ------------------------------ | ------------------- | ------------------------------ | ----------- | ------------------------------------------------ |
| 1982—83 | Яне Бидструп                   | Ибен Ларсен         | Маи-Брит Рейнхольдт            | Кирстен Хур | ЧЕ 1982 (6 место) · ЧДЖ 1983 · ЧМ 1983 (7 место) |
| 1983—84 | Яне Бидструп                   | Маи-Брит Рейнхольдт | Hanne Olsen                    | Ибен Ларсен | ЧДЖ 1983                                         |
| 1983—84 | Яне Бидструп                   | Ибен Ларсен         | Маи-Брит Рейнхольдт-Кристенсен | Кирстен Хур | ЧМ 1984 (5 место)                                |
| 1985—86 | Маи-Брит Рейнхольдт-Кристенсен | Яне Бидструп        | Hanne Olsen                    | Lone Bagge  | ЧЕ 1985 (4 место)                                |
| 1986—87 | Маи-Брит Рейнхольдт-Кристенсен | Яне Бидструп        | Hanne Olsen                    | Lone Bagge  | ЧЕ 1986                                          |

(скипы выделены полужирным шрифтом)